# Ольга Таррасо

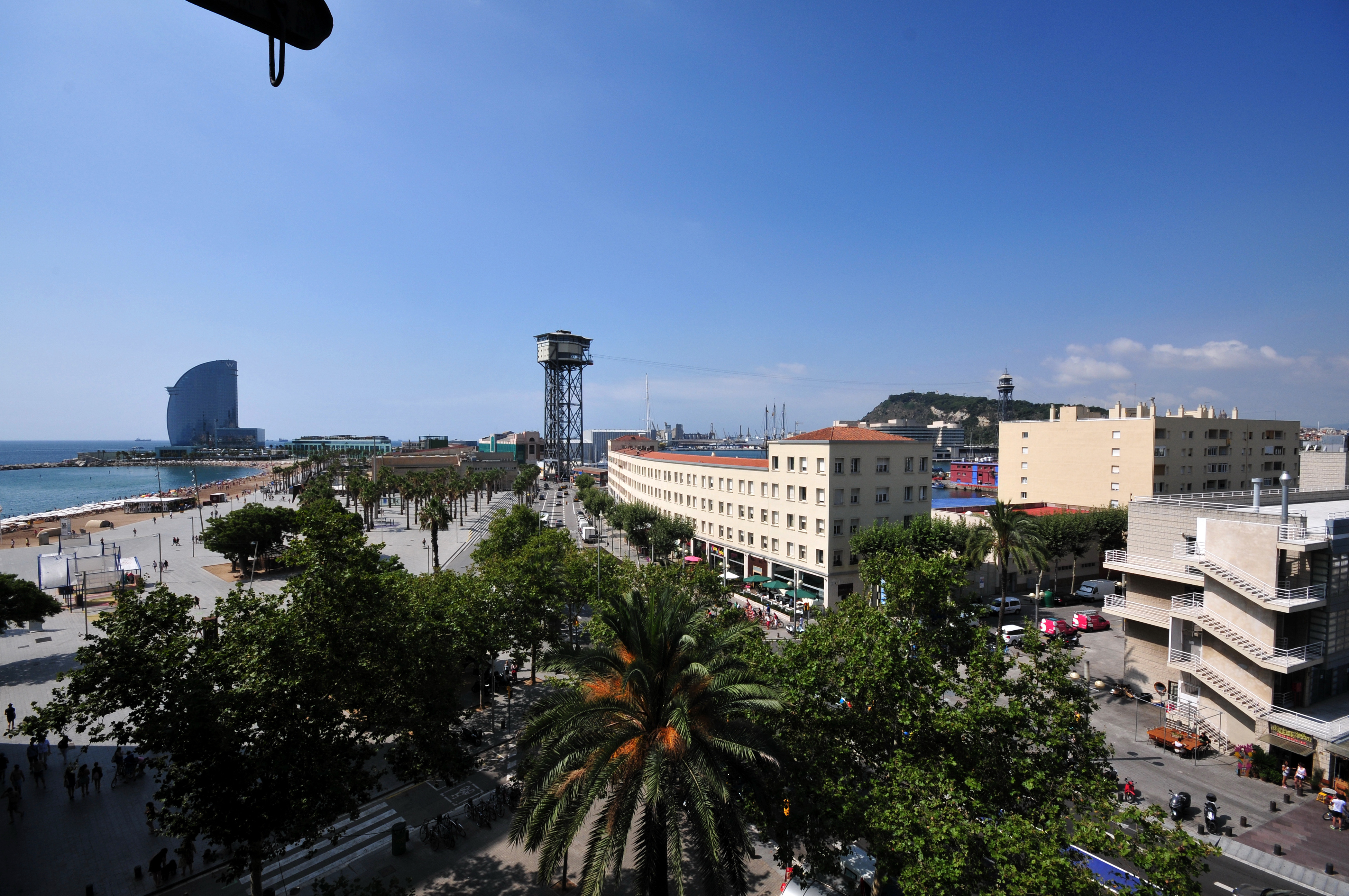
Проспект Хуана Барселонського, Барселона

Ольга Таррасо́-і-Клімент (ісп. Olga Tarrasó i Climent; 1956, Наваррес, Валенсія) — іспанська архітекторка.

## Біографія
Закінчила Барселонський інститут архітектури (BIArch). У 1991 році разом з дизайнером Хулією Еспінас заснувала архітектурне бюро «Espinàs i Tarrasó Arquitectos» у Барселоні. У 1981–2000 роках працювала архітекторкою у відділі міського планування міської ради Барселони.
Спроектувала площу генерала Морагеса в районі Сагрера. Спроектувала проспект Хуана Барселонського у співпраці з архітектором Жорді Енрічем, з яким вона також працювала над модернізацією Ронда-дель-Міг (Внутрішня кільцева дорога).
Ольга Таррасо-і-Клімент є лауреаткою премії FAD Awards (2001) від Заохочення декоративного мистецтва (разом з Жорді Енрічем) за проект Барселонської гавані.